# Gnaius Domitius Corbulo
Gnaius Domitius Corbulo (Peltuinum ? - Cenchreae (bij Korinthe) 67 n.Chr.) was een Romeinse legeraanvoerder en gouverneur, die onder meer optrad in het huidige Nederland en in de Levant.

## Familie
Corbulo werd waarschijnlijk geboren tussen het jaar 12 en 4 v.Chr., in het Apennijnse bergstadje Peltuinum (het huidige San Paolo di Peltuino) in Italië. Hij was te vroeg geboren, namelijk in de zevende maand van zijn moeders zwangerschap. Zijn vader was een senator die eveneens Gnaeus Domitius Corbulo heette. De naam van zijn moeder, een courtisane, was Vistilia. De hoogste rang die vader Corbulo heeft bereikt was die van praetor.
Hij was een Romeins bevelhebber onder de keizers Claudius en Nero. Hij was een halfbroer van Caligula’s vierde echtgenote Milonia Caesonia.
Corbulo trouwde met Cassia Longina uit een Romeinse senatorenfamilie. Ze kregen twee dochters: de oudste, Domitia Corbula, trouwde met de senator Lucius Annius Vinicianus; hun tweede dochter, Domitia Longina, werd later keizerin door haar huwelijk in 70 met de toekomstige keizer Domitianus.

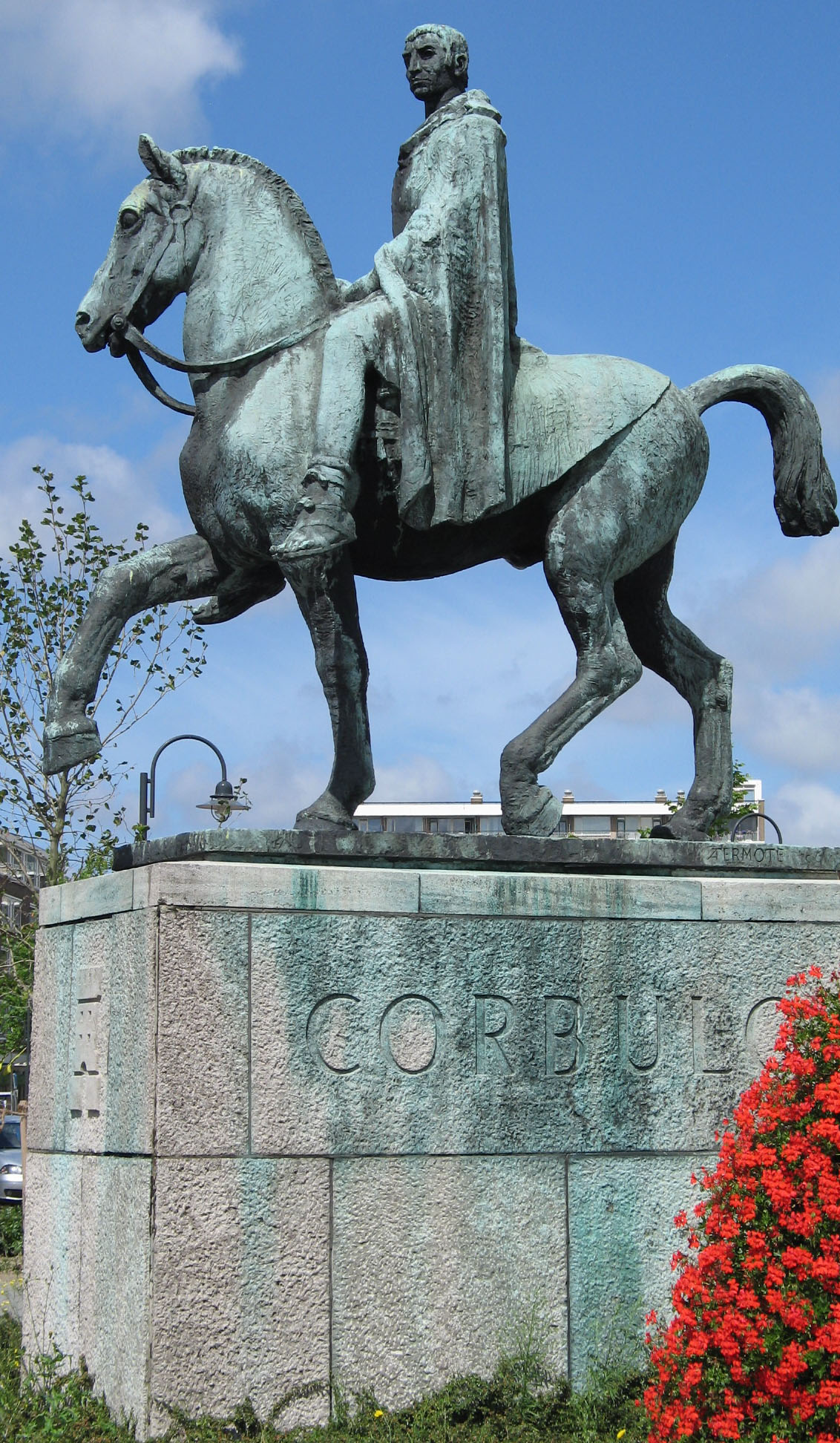
Ruiterstandbeeld Corbulo door Albert Termote, Koningin Julianaplein (Voorburg)

## Kanaalgraver in Nederland
In 47 na Chr. was hij legatus Augusti pro praetore van Neder-Germanië (Germania inferior) (een gebied dat ongeveer overeenkwam met het huidige zuidelijk Nederland, oostelijk België en Duitsland ten westen van de Rijn). Hij leidde met succes een oorlog tegen de Germaanse Chauken, maar keizer Claudius riep hem terug tot ten zuiden van de Rijn, die sindsdien als de rijksgrens (limes) bleef gelden.
Corbulo handhaafde een strenge tucht in zijn legers en om zijn soldaten aan het werk te houden liet hij hen de fossa Corbulonis (oftewel kanaal van Corbulo) uitgraven, die de Maas met de Rijn verbond. Archeologische opgravingen toonden aan dat het kanaal ten dele bewaard is gebleven in de Vliet tussen Leiden (dat toen Matilo heette) en Voorburg (destijds Forum Hadriani). In 1989 werden bij de aanleg van de wijk De Rietvink in Leidschendam sporen gevonden. (Een moderne brug werd ter herinnering in Romeinse stijl gebouwd.)

## Generaal in het oosten
Later voerde Corbulo met evenveel succes het bevel bij verschillende militaire acties in het Oosten, in het bijzonder tegen de Parthische koning Vologases I, de Romeins-Parthische Oorlog (54-64). Hij werd in 59 of 60 benoemd tot gouverneur van Syria. In 67 na Chr. werd hij echter het slachtoffer van Nero's achterdocht. Hij werd teruggeroepen naar Griekenland, waar Nero zich tijdens zijn kunstreis bevond, en moest op diens bevel zelfmoord plegen in Cenchreae, een havenstad van Korinthe.

## Publicaties
Corbulo schreef een verslag van zijn belevenissen in Klein-Azië, dat verloren ging. Corbulo schreef memoires waaruit Tacitus, Plinius de Oudere en Cassius Dio belangrijke informatie putten.

## Diversen
- Op het Koningin Julianaplein in Voorburg staat een bronzen ruiterstandbeeld van Corbulo, in 1962 gemaakt door Albert Termote.
- Op 23 september 2020 is de naam van de tunnel in de N434, de provinciale verbinding tussen de A4 en A44 ter hoogte van Leiden en Voorschoten (als onderdeel van het project RijnlandRoute) onthuld. De tunnel is vernoemd naar Corbulo. De RijnlandRoute en de Romeinen hebben veel gemeen. Zo gaat de Corbulotunnel in de N434 onder het Rijn-Schiekanaal door uit de Romeinse tijd. En langs de N206 ir. G. Tjalmaweg bij Valkenburg, ook onderdeel van de RijnlandRoute, zijn bijna 500 eikenhouten funderingspalen opgegraven van de Romeinse grensweg die langs de Oude Rijn liep.